# Kelly Nichols
Pour les articles homonymes, voir Nichols.
Kelly Nichols (née le 8 juin 1956 à Covina) est une actrice de films pornographiques et une maquilleuse professionnelle américaine.

## Biographie
Elle est l'ainée d'une famille de cinq enfants. Nichols débute comme modèle nu pour payer ses cours au Art Center College of Design à Pasadena.
Après ses études, elle joue des petits rôles dans les films d'Hollywood comme The Toolbox Murders 1978 et elle fut la doublure de Jessica Lange dans King Kong.
Elle commence dans le X après sa rencontre avec William Margold & Chuck Vincent, son premier film est That Lucky Stiff en 1979.
Elle est aussi maquilleuse professionnelle sur certains films. En 2010 Kelly Nichols continue dans des scènes MILF.

## Récompenses et nominations
- 1983 : AFAA Award, Best Actress, for: In Love (1983)
- 1995 : AVN Hall of Fame
- 1996 : Erotic Legends Hall of Fame
- 1998 : XRCO Hall of Fame

### Nominations
XRCO Award
- 1985 : Best Kinky Scene, pour : Great Sexpectations (1984) avec : Chelsea Blake, Eric Edwards
- 1985 : Best Single Female Performance of the Year, pour : Great Sexpectations (1984)
- 1985 : Female Performer of the Year pour : Great Sexpectations (1984) ; Aussi pour Show Your Love (1984) (V) et Corruption (1983)
- 1985 : Group Grope Scene pour : Great Sexpectations (1984) avec : Chelsea Blake, Eric Edwards

## Filmographie sélective
- 2010 : Barely Legal It Barely Fits
- 2009 : Mother-Daughter Exchange Club 8
- 2007 : Swedish Erotica 81 (new)
- 2006 : Superstar Shauna Grant
- 2005 : Doc MaCock
- 2004 : Becoming Georgia Adair 2
- 2003 : Love and Bullets
- 2002 : Crime and Passion
- 2001 : Blonde Fury
- 2000 : No Man's Land 30
- 1999 : No Man's Land 25
- 1997 : No Man's Land 16, 19 & 20
- 1996 : Naughty Maidens
- 1995 : Girls on Girls
- 1994 : No Man's Land 10
- 1993 : Real Life Best Friends
- 1992 : Girls Will Be Boys 3
- 1991 : Just Desserts
- 1990 : Ladies Lovin' Ladies
- 1988 : Girls Who Dig Girls 8
- 1987 : Girls Who Dig Girls 4
- 1986 : Girls Who Dig Girls 2
- 1985 : Heartbreaker
- 1984 : Dirty Girls
- 1984 : Formula 69 .... Jamie Bond
- 1984 : Great Sexpectations .... Marilyn Camp
- 1984 : G-strings
- 1984 : Hot Licks
- 1984 : Jailhouse Girls .... Killer
- 1984 : Make Me Feel It
- 1984 : Model Behavior .... Anne #2
- 1984 : More Reel People Part 2
- 1984 : Public Affairs .... Marybeth Von Holenwohl
- 1984 : Sheer Rapture
- 1984 : Show Your Love .... April
- 1983 : In Love .... Jill Travis
- 1983 : Nasty Girls
- 1983 : Corruption .... Felicia, Doreen's little sister
- 1983 : Dixie Ray Hollywood Star .... Leslie
- 1983 : Glitter .... Marcie March
- 1983 : Heaven's Touch
- 1983 : Maneaters .... Ann Warren
- 1983 : Once Upon a Secretary .... Elaine
- 1983 : Succulent (1983)
- 1982 : Suze's Centerfolds 5
- 1982 : The Mistress .... Karen Richards
- 1982 : Puss 'n Boots .... Pvt. Priscilla 'Puss' Mason
- 1982 : Society Affairs .... Lillian Bushnell
- 1981 : Games Women Play .... Margaux
- 1981 : Roommates
- 1980 : Bon appétit
- 1980 : Secluded Passion
- 1980 : Sexboat
- 1979 : That Lucky Stiff
- 1978 : The Toolbox Murders (La Foreuse sanglante) de Dennis Donnelly .... Dee Ann